# 張聖原
張聖原（1949年—），湖南長沙人，國防醫學院醫科66期畢業，為泌尿外科醫師。曾任三軍總醫院院長、國防醫學院院長、國防部軍醫局中將局長、臺北市立聯合醫院總院長。2014年7月屆齡退休。他對膀胱癌有卓越研究，並首先在國內利用國人自製卡介苗治療膀胱癌，是國內泌尿外科的權威之一。

## 學歷
- 國立臺灣師範大學附屬中學。
- 國防醫學院醫學系第66期。
- 美國芝加哥大學主修泌尿外科學
- 美國杜蘭大學公衛學院醫院行政管理學碩士。

## 經歷
- 康寧醫院院長
- 臺北市立聯合醫院 總院長
- 國防部軍醫局局長
- 國防醫學院院長
- 三軍總醫院院長
- 三軍總醫院副院長
- 陸軍804總醫院院長
- 國防醫學院外科學系教授
- 國防醫學院外科學系副教授
- 國防醫學院外科學系講師
- 三軍總醫院外科部主治醫師
- 三軍總醫院外科部住院醫師